# Felixsee

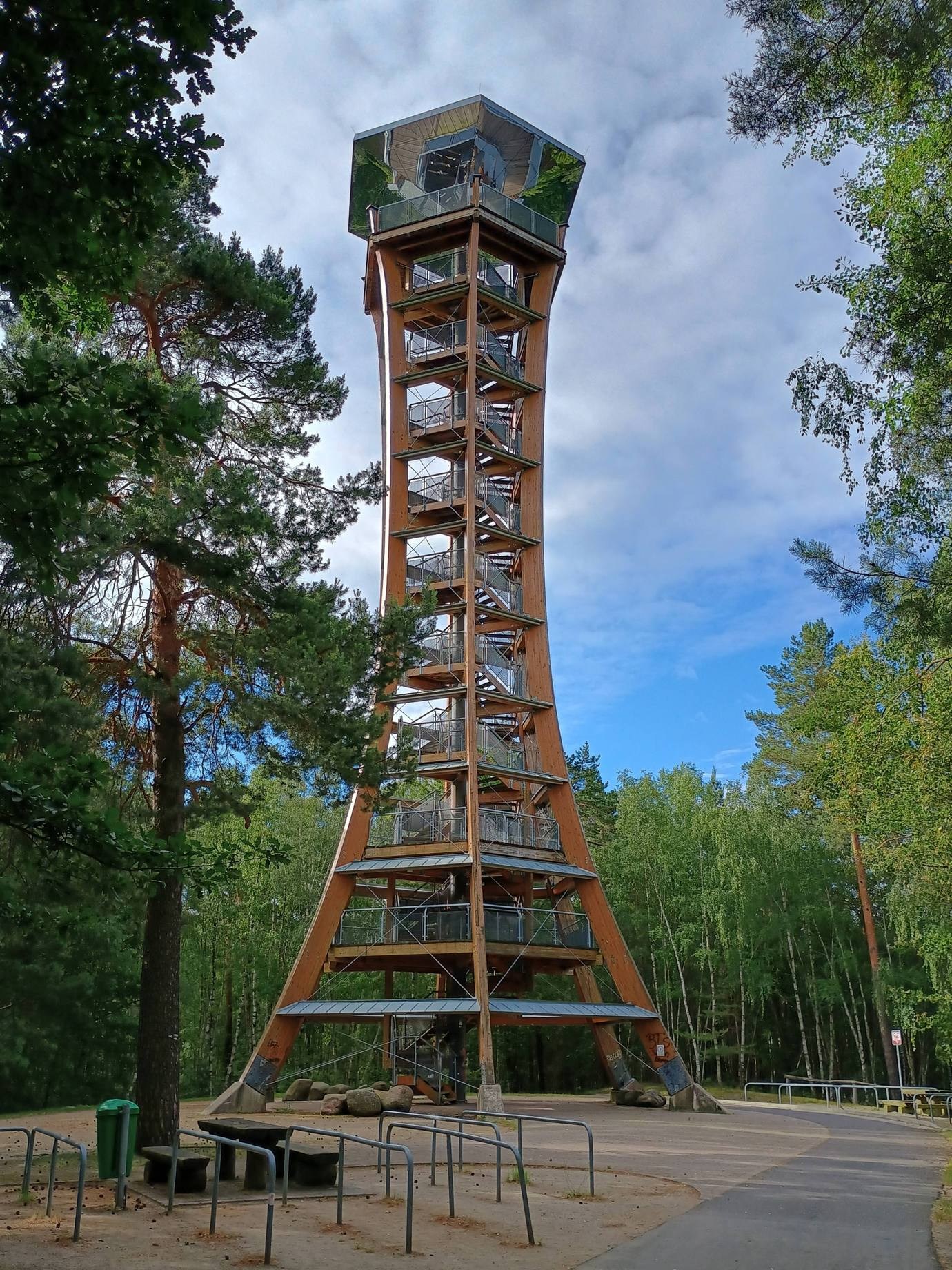
Uitkijktoren

Felixsee (Nedersorbisch: Feliksowy jazor) is een gemeente in de Duitse deelstaat Brandenburg, en maakt deel uit van de Landkreis Spree-Neiße.
Felixsee telt 1.894 inwoners.